# داریوس ان. کوچ
داریوس ان. کوچ (انگلیسی: Darius N. Couch; ۲۳ ژوئیهٔ ۱۸۲۲ – ۱۲ فوریهٔ ۱۸۹۷) فرد نظامی اهل ایالات متحده آمریکا بود.